# Dzsúdzsucu
A dzsúdzsucu (japánul 柔術, Hepburn-átírással jūjutsu), elterjedt egyéb írásformái: ju-jitsu, jujitsu, jiu-jitsu, ju-jutsu, ju jitsu, ju jutsu, dzsiudzsicu stb., több száz év alatt kifejlődött japán harcművészet. Megtalálható benne az ütés, a rúgás, az eszközök használata stb. de fő jellemzői az összekapaszkodós küzdelem, a dobások, a földharc, a feszítések, fojtások.

## Bevezető
A dzsú japánul annyit tesz, lágy, de abban az értelemben, ahogy pl. a fűzfa ága, azaz a támadásnak, a tolásnak megfelelően reagál, összhangban van a támadással. 
A dzsucu módszert, utat, művészetet jelent, amelynek célja a hatékonyság, az ellenfél legyőzése, a támadás semlegesítése.
Tehát a dzsúdzsucu magyarul annyit jelent, hogy „lágy művészet”.
Kanó Dzsigoró (1860-1938), magas fokozatú dzsúdzsucumester volt, és az 1880-as években a dzsúdzsucu rendszerének egyszerűsítésével és átformálásával létrehozott egy új rendszert, mely nem az ellenfél legyőzésére, hanem a gyakorlója fejlesztésére helyezi a hangsúlyt, és dzsúdónak nevezte el.

## A dzsucu és a dó
Mind a dzsucu, mind a dó egy módszert, egy harcművészeti utat jelent, azonban amíg a dzsucu a harci hatékonyságot, az ellenfél legyőzésének a képességét helyezi előtérbe, addig a dó a harcművészet művelőjének a személyiségét (akkori megfogalmazásban a karakterét) kívánja fejleszteni. A mai ember igényének megfelelően a modern harcművészetek általában dó szemléletűek. A mai modern dzsúdzsucu paradoxona, hogy szintén dó szemléletű (persze régi dzsúdzsucu iskolák is vannak eredeti dzsucu szemlélettel), de mégsem nevezhetjük dzsúdó-nak, hiszen az már foglalt az olimpiai versenysport részére, mindenki azt érti alatta. A mai modern dzsúdzsucu jórészt azt a szerepet tölti be, amit az eredeti dzsúdó. Természetesen sokan vannak, akik az eredeti dzsúdóval foglalkoznak, ők is érzik annak igényét, hogy a modern dzsúdótól megkülönböztessék, más néven is nevezik: dzsúdó-dó, dzsiudó, Kodokan dzsúdó stb. A dó és dzsucu kettősség más japán harcművészetekben is megvan: aikidzsucu és aikidó, iaidzsucu és iaidó, kendzsucu és kendó, stb., általában budzsucu és budó.
Kanó volt az, aki a dzsúdzsucut átvezette a dó vonalára. Ő csinált belőle az ifjúság nevelésére alkalmas eszközt, ezután vált általánossá Japánban az iskolai oktatásban.